# Men on a Mission
Men on a Mission era un tag team di wrestling, che militò nella World Wrestling Federation, composto da Mabel e Mo. I due lottarono in tag team per quasi un decennio in diversi federazioni e sotto diversi nomi.

## Carriera

### Harlem Knights
Il team, che in seguito sarà conosciuto come "Men on a Mission", iniziò a consolidarsi nella Pro Wrestling Federation e nella United States Wrestling Association, dove lottò sotto il nome di Harlem Knights, con Frazier noto come Nelson Knight e Horne noto come Bobby Knight. Nella PWF il team fu gestito da George South. Più tardi, nel 1996, il duo farà ritorno nella PWF riuscendo ad aggiudicarsi il PWF Tag Team Title.
Invece nella USWA, il team ebbe rivalità con Jerry Lawler, Jeff Jarrett e altri wrestler. Il loro lavoro nella PWF e nella USWA li portò all'attenzione della WWF che l'ingaggiò nel 1993.

### Men on a Mission
Quando i Men on a Mission iniziarono ad apparire negli show WWF, la loro gimmick heel fu riconfezionata come face. Indossavano abiti vivaci, collaborarono con un manager rap chiamato Oscar, si ribattezzarono Mabel e Mo e il team assunse il nome di “M.O.M.” o “Men On a Mission”. La loro era l'immagine di tre persone acclamate dalla folla e che potevano migliorare sensibilmente le condizioni del proprio quartiere. Ciò fu reso possibile attraverso l'utilizzo di promo che mostravano i tre in cammino per le strade del ghetto mentre discutevano di come migliorare le cose.
Il team iniziò a riscuotere un moderato successo, incrementato grazie alle dimensioni inusuali di Mabel, ai personaggi che interpretavano sul ring e al rap di Oscar. La loro anima comica venne fuori quando, insieme ai Bushwhackers, e vestiti come Doink the Clown, lottarono in un comedy match contro Bam Bam Bigelow, Bastion Booger e gli Headshrinkers. Il loro feud successivo fu con i WWF Tag Team Champions, i Quebecers. I Men on a Mission vinsero i titoli, il 29 marzo 1994, in un house show a Londra. Due giorni dopo però i Quebecers riconquistarono le cinture a Sheffield.
I Men on a Mission si sciolsero brevemente nell'estate del 1994, con Mabel che iniziò a lottare da singolo. Fu utilizzato anche per aiutare i wrestler più giovani a crescere.
I Men on a Mission tornarono regolarmente in coppia alla fine del 1994, e concorrendo immediatamente per le cinture. Il team prese parte ad un torneo ad otto squadre valido per il WWF Tag Team Championship, reso vacante dallo scioglimento del team campione composto da Shawn Michaels e Diesel. Il team fu eliminato al primo turno, 17 dicembre 1994, da Tatanka e Bam Bam Bigelow (sconfitti poi in finale da Bob "Spark Plugg" Holly e 1-2-3 Kid). Successivamente continuarono la scalata nella divisione tag team, che culminò in un match contro gli Smoking Gunns nel 1995. I Gunns sconfissero Mabel e Mo che però si vendicarono nel postmatch. La settimana successiva, Oscar si scusò con i Gunns rivelando che anche Mabel e Mo si erano pentiti delle loro azioni e che erano pronti a chiedere scusa. Alla fine i Gunns furono colti ancora una volta di sorpresa, e i Men on a Mission turnarono heel attaccandoli nuovamente. Oscar tentò vanamente di fermarli, e finì per essere pestato a sua volta.

### King Mabel e Sir Mo
Dopo un breve feud con gli Smoking Gunns, Mabel tornò a lottare da singolo conquistando l'l'edizione 1995 del torneo King of the Ring, accreditandosi come King Mabel, affiancato dal suo fedele braccio destro Sir Mo, e arrivando a concorrere per il WWF Championship. A In Your House 2: The Lumberjacks, sconfissero Razor Ramon e Savio Vega. Furono anche gli avversari nel match in cui British Bulldog tradì il suo partner, Diesel. La faida tra Diesel e Mabel si spense quasi subito dopo, con Mabel che perse il suo match valido per il WWF Championship, a SummerSlam. Per il resto dell'anno, lottarono sporadicamente, ed entrambi furono licenziati nei primi mesi del 1996, con Mabel che perse il suo ultimo match sempre contro Diesel.

## Titoli e riconoscimenti
- Pro Wrestling Federation
  - PWF Tag Team Championship (2)
- World Wrestling Federation
  - WWF World Tag Team Championship (1)
  - King of the Ring (edizione 1995) - Mabel
- Wrestling Observer Newsletter
  - Wrestling Observer Newsletter awards (1993) con Bushwhackers vs. The Headshrinkers, Bastion Booger e Bam Bam Bigelow a Survivor Series 1993.